# 中嶋屋伊左衛門
中嶋屋 伊左衛門（なかじま いざえもん、生没年不詳）は江戸時代の地本問屋。

## 来歴
寛文から嘉永にかけて堺町で営業している。初期の墨摺絵、丹絵の役者絵が多く、芝居番付の版元でもあった。主に鳥居清信、鳥居清倍の作品を出版していた。

## 作品
- 鳥居清信 『山中平九郎の黒塚と二代目市川団十郎の景政』 細判 丹絵 正徳4年
- 鳥居清倍 『かミすき十郎』 大々判 丹絵 正徳5年
- 鳥居清倍 『立美人』 大々判 墨摺絵 正徳